# Kéthely
Kéthely est un village et une commune du comté de Somogy en Hongrie.

## Géographie
Modèle:Kethely est située à environ 20 kilomètres du petit Lac Balaton et à 10 kilomètres des Thermes de Marcali